# 英語訳聖書
英語訳聖書（えいごやくせいしょ）は、英語に翻訳された聖書。宗教改革期に現れた欽定訳聖書が長い間権威ある標準訳として用いられ、近代英語の形成と英文学に大きな影響を与えた。19世紀末から20世紀にかけては新たに多くの英語翻訳が現れ、聖書協会の組織力を背景にして他言語への翻訳にも影響を与えている。

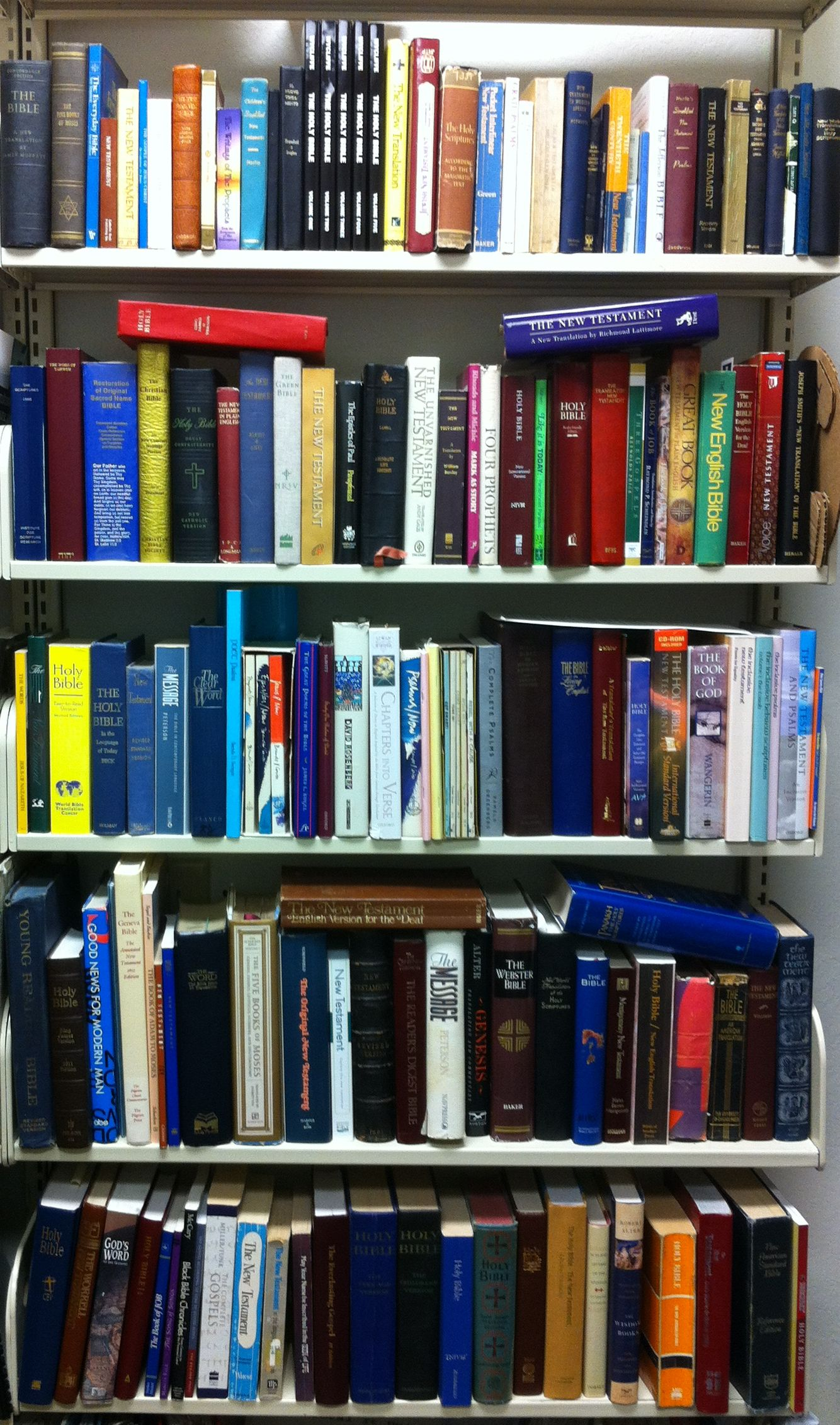

## 古英語から中英語の時代（1500年まで）
中世では、ラテン語が得意ではない聖職者のために、注釈という形でラテン語聖書に英語訳を付けるということは行われていた。注釈でない独立した英語訳聖書にしても、7世紀末にベーダ・ヴェネラビリス が古英語へ聖書を翻訳しており、中世での英語翻訳の事例が無いわけではない。しかし14世紀の最後の四半世紀まで聖書全体が英訳されることはなかった。
ノルマン征服に始まる1066年からは中英語の時代である。この時代にも断片的な翻訳事例が現れているが、特筆するべきは1300年代末に現れたジョン・ウィクリフの聖書（ウィクリフ聖書）であろう。ジョン・ウィクリフ は初めて、聖書を中英語に翻訳する組織を立ち上げたのである。翻訳は共同作業によるものであり、どの部分がウィクリフの手になるものなのかははっきりしていない。たとえば旧約聖書はニコラス・ヘリフォード（en:Nicholas Hereford）が訳してウィクリフが完成したのだろうと思われている。新約聖書の翻訳は1380年に、旧約聖書はその数年後に出た。
教会の権威筋は現地語への聖書翻訳を、教会の祝福を受けていないものとして公的に糾弾していた。そしてそういう人間達に異端あるいは ロラードというレッテルを貼っていた。ウィクリフは迫害を受け、ウィクリフの聖書は禁止されたのである。にもかかわらず、ウィクリフの死後に改訂版が出回って、およそ100年間使われ続けた。今日、ウィクリフは宗教改革の先駆者として評価されている。
ウィクリフの翻訳が出たちょうど次の15世紀にはルネサンスがあり、印刷機が発明された。それまでは、聖書の翻訳はラテン語もしくはフランス語からの翻訳であり、ギリシア語やヘブライ語原典は文芸復興による古典語研究の流行とグーテンベルクの可搬式印刷機（1455年）によって初めて手にすることができたのである。この2つの事件で、聖書英語翻訳史には実りの多い時期が始まることになる。

## 近代初期の翻訳（1500年から1800年まで）

### 概要
1500年から1800年までが初期近代英語の時代であるが、特に16世紀は盛んに聖書の英語訳が行われた。宗教改革と対抗改革がそれぞれに英語訳聖書を必要として、それぞれの翻訳聖書を生み出していったのである。
前世紀のウィクリフ聖書は宗教改革の原動力の一つではあったが、ヨーロッパ諸国の中でイギリスは翻訳聖書の出版には立ち遅れた国となった。いくつかの理由があるが、そのひとつにはイングランド君主が異端の伝播を阻止しようと神経を尖らせていたことがあげられる。これはたとえばティンダルが新約聖書の欄外に書き込んだ破壊的注釈などで正当化されていた。もうひとつにはカトリック教会の教導権（en:magisterium）の教義があげられる。聖書翻訳の権威はカトリック教会にのみ属するとカトリック教会は主張していたのである。
この時代はそうした教会権威を挑発するティンダルの聖書翻訳で幕を開け、それに続いて様々な訳が現れ、最終的に欽定訳聖書が現れて標準訳としての権威を確定した時代である。翻訳の正確さという点では疑問が残る欽定訳聖書ではあるが、近代英語の成立と英文学とに大きな影響を与えて、3世紀近くにわたって英語圏で用いられ、他言語の聖書翻訳にも影響を与えたという点は過小評価するべきではないだろう。
以下にティンダル聖書から欽定訳聖書までを概観する。

### ティンダル聖書
ウィリアム・ティンダル はオクスフォード大学卒業の司祭であり、ルターがヴィッテンゲンに論文を投稿して教会内での問題に巻き込まれていた頃には、ケンブリッジの学生であった。1523年、ティンダルは聖書の文章を英語にして配布し始める。彼の目的は単純にして野心的だった。「我はローマ教皇及びその全ての法を拒む。そしてもし神がわが命を護り給うならば、遅からず鍬を持つ少年すらも汝が知るより多くのことを知ることになろう。」そして彼は新約聖書と一部の旧約聖書を生前に出版することができた。
援助と激励を求めて彼はロンドンに出てくるのだが、両方とも得ることは無かった。「ロンドンの司教の宮殿には新約聖書を翻訳するような場所はなかった」と彼はかつて言ったが、イングランド全土にそもそもそのような場所が無かったのである。ロンドンの富裕商人から贈られた10ポンドを使って、彼は海峡を渡ってハンブルクに赴き、大陸の各地を転々としながら身を隠し、イギリスよりも使用することが容易かった印刷機を使って彼は翻訳を完成するのである。ティンダルは、あるときは数枚の印刷原稿をもって逃げ出し、別の印刷機で完成させるなどということもやらざるを得なかったし、彼の本は何度も焼かれ、彼の命も危険に晒された。
そうしたティンダルのエピソードにはこんなものもある。ロンドンの司教Tunstallは英語訳聖書を撲滅しなければならず、アントウェルペンの商人に英語聖書を差し押さえてもらう契約を結んだ。この商人はティンダルの友人だったので、ティンダルにこう持ちかけた。聖書関連の顧客、つまりはロンドン司教が英訳聖書を買い取るつもりだと。ティンダルはこの商人に彼の英訳聖書を渡して、彼の負債を払ってもらい、新しい版の聖書のための財政支援をしてもらったという。
教会がティンダルの翻訳に反対したのは、その攻撃的な欄外注釈（有害注釈）と反聖職者的で異端的見解を広めるための（教会が言うところの）故意の誤翻訳がその中には含まれていたからである。このために、ティンダル訳の初期の版は徹底的に取り締まられてほとんど残っていない。ティンダルも最後には死刑になっている。
しかし、後の欽定訳聖書（KJV）にはティンダルの仕事の大半が反映されており、このためにティンダルは欽定訳聖書（KJV）の父と考えられている。欽定訳の新約聖書90%近くがティンダルのものと考えられており、約3分の1はティンダルとまったく同一である。旧約聖書についても、ティンダルが手をつけた部分に限れば似たような割合になっている。

### ティンダル聖書から欽定訳聖書まで
聖書全体の近代英語訳として最初のものは、1535年に出版されたカヴァーデイル聖書（en:Coverdale Bible）で、ティンダルが未訳だった旧約聖書の一部分をマイルス・カヴァーデイル（en:Myles Coverdale）がラテン語とドイツ語聖書から訳し、ティンダルの聖書に付け加えたものである。マシュー聖書（en:Matthew Bible）は"トーマス・マシュー"（Thomas Matthew）という偽名を使ってジョン・ロジャーズ（John Rogers）が1537年に出版した。これもティンダルが以前に出していた版に、旧約聖書の未出版原稿を加え、さらに足りない部分をカヴァーデイルの訳で補ったものである。ティンダルの挑発的な注釈が取り除かれていたから、かつてはティンダル聖書を禁止したヘンリー8世（在位：1509 － 1547年）はこの聖書を認可した。よって、これを主流英語訳聖書の最初と考えることができる。タヴァナー聖書（en:Taverner's Bible）はマシュー聖書のマイナー改版で1539年に出版されたものである。
大聖書（en:Great Bible）として知られる聖書は1539年であり、ふたたびカヴァーデイルによって訳された。大聖書は文字通りそのサイズが大きかったために付けられた名前であり、教令に沿って発行されたものである。その教令によれば、各教会はできるだけ大きくて完全な聖書を、誰にでも読める場所に置いておかなければならず、それによって全ての教区民は何時でも好きなときに聖書に接することができるのである。その教令は1538年であり、ティンダル聖書が禁止されてから12年後、ティンダルが焚殺されて2年後のことだった。
この大聖書の設置は大きな反響を呼び、至る所に人が群がった。ボナー（Bonner）司教はセントポール寺院にこの聖書を6部置いたのだが、説教の最中にも聖書から人が離れないので困っている。あるグループが読み上げる声やそれに続く議論に邪魔されることがしばしばだったので、静かにしていられないならミサの間は聖書を片付けると脅かさなければならなかった。この大聖書は2年間で7版を重ね、30年間影響力を保った。多くの英語祈祷文はこの聖書から採られている。
しかし、この自由化はあまりにも突然すぎて人々はごく当然に聖書を濫用するようになった。聖なる言葉が、議論され、捻じ曲げられ、バラッドにされ、すべての酒場でがなりたてられていることに対してヘンリー8世は苛ついた。民衆が王の意図を汲み取らなかったので王は聖書の制限を始める。いかなる翻訳版にも注釈や解釈を入れてはならず、すでにそれらが入っていた翻訳版はその部分が黒く塗りつぶされ、上流階級の人たちのみに聖書の所有が認められた。王の死の前年には大聖書以外の翻訳版は禁止されたのである。この聖書だけは、その大きさと値段からいって、こっそりと使うには不向きであった。そして1546年には、大聖書以外の翻訳聖書が焚書され、宗教改革の指導者たちはヨーロッパのプロテスタントの街であるフランクフルトやストラスブールへ亡命した。
エドワード6世（在位：1547年 - 1553年）の摂政サマセット公は聖書の翻訳出版の規制を緩め、禁圧されてきた翻訳聖書は再出版された。各教会における大聖書の扱いも改められ、4福音書に対してはエラスムスの異読が加えられることになった。部分訳も含めると50近くの翻訳聖書が6年の間に現れている。
その後、メアリー1世（在位：1553年 - 1558年）はローマ・カトリックへの回帰を目論んだが、民衆の心を読み違えた。過激なプロテスタンチズムに国民は疲れ果てているだろうと彼女は考えたのである。しかし、宗教に関して外国の支配を受けたいとは彼らは露ほど思ってはいなかった。カトリックへ復帰しようとする女王の努力もむなしく、大聖書を含むプロテスタント翻訳聖書の秘密使用は続いていた。
一方、イギリスのプロテスタント系学者は亡命せざるを得なかったがフランクフルトやジュネーヴといった都市で制約を受けることなく彼らは聖書研究に打ち込んだ。特に改革派の学者たちがそれまでで最高の新しい英語訳聖書であるジュネーブ聖書を完成し、1560年に出版した。ジュネーブ聖書は後年、エリザベス1世の元で大聖書に取って代わることになり、エリザベス時代に60版が出されている。
今日お馴染みの聖書の章句に章番号と節番号をつける方法は、このジュネーブ聖書以来のものである（章分けは3世紀前に確定していたが、節についてはこの訳で確定する）。また、難しい部分には注釈がついており、そのいくつかがジェームズ1世に問題にされてしまい、新しい翻訳、つまりジェームズ王欽定訳聖書、のきっかけを作ることになる。翻訳が完成したのはエリザベス女王の即位後のことであり、メアリー女王時代に追放されていた多くの宗教指導者たちは既に英国に帰国した後のことだった。
ジュネーブ在住のイギリス人会衆を司牧するウィリアム・ホイッティンガム（en:William Whittingham）がジョン・ノックスの後を継いでジュネーブ聖書を完成させたのだが、彼はジャン・カルヴァンの妹と結婚しており、この翻訳はイギリスの権威筋からはカルヴァン主義に傾きすぎているとみなされた。
エリザベス1世（在位：1558年 - 1603年）の時代には大聖書とジュネーブ聖書が一般に用いられていた。ジュネーブ聖書がエリザベス1世の認可を得ることは望み薄であった。ひとつにはノックスやカルバンが関わっている翻訳だったからで、エリザベス1世は両人とも、特にノックスを嫌っていた。また、その注釈が王室統治権に好意的ではなく攻撃的だったし、外国で出来たものなので疑惑の目が向けられていたのである。
パーカー大司教は認可改訳聖書を提案し、改訳委員会を選出し、できるかぎり大聖書に従った上で辛辣な注釈を避け、自由に簡単に自然な英語として読める翻訳を作るように求めた。それが司教たちの聖書（en: Bishops' Bible、英国国教会だから本来なら「主教」）であり、エリザベス即位10年目の1568年に発行された。パーカーは病床から1冊を送っているが、彼女がこのことに触れて何か言ったという記録はない。「司教たちの聖書」は様々な点でジュネーブ聖書の影響を受けているが、そのことは言及されておらず、1611年の欽定訳聖書が現れる前には消えてしまっている。
ドゥエ・ランス聖書（Douay－Rheims Bible）とはフランスのドゥエ（Douai）大学に関係のあった、イギリスのカトリック系の学者たちの仕事である。フランスのランスで新約聖書が1582年に、旧約聖書が1609年に発行されたが、これは欽定訳聖書の直前だった。ヘブライ語とギリシア語の原典は参照されているが、ラテン語のウルガタからの翻訳である。この聖書には他の英語翻訳と共にジュネーブ聖書の影響が認められるが、その注釈は強烈に反プロテスタントであり、その前文ではプロテスタントは「聖なるものを犬に、豚に真珠を投げ与えた」ことで罪を犯したと述べて、この翻訳の存在意義を説明している。
この翻訳はそれまでの親しみやすい翻訳とは異なっている。その英語は口語ではなく教会用語に満ち、プロテスタント訳がカトリックから異なってしまった章句についての解説がついている。この翻訳は1750年にChalloner司教によって改訂されているが、引き続きドゥエ＝ランス聖書と呼ばれ、細かい改訂を重ねながら1941年まで英語圏におけるカトリック標準訳となった。

### 欽定訳聖書
欽定訳聖書（The King James Version : KJV, かつては Authorized Version：AVとも）はジェームズ1世の命を受けてイングランド国教会が翻訳した英語聖書であり、1611年に出版され、この後に続く英語翻訳に深い影響を与えたばかりか、英文学にも影響を与えた。
知られているところでは、国王が自ら召集した1604年の教会会議において、清教徒（ピューリタン）の参加者から教会で用いるための新しい聖書翻訳が欲しいと要請が出たことが発端だったと言われている。清教徒はジュネーブ聖書を普段使っていたが、それは認可訳ではないので教会では使えなかったのである。これに応える形でオクスフォード大学とケンブリッジ大学の学者たち（とウェストミンスターの学者）が招集され、50人もの翻訳者グループが組織された。
このときの国王の指示の中には、欄外にいかなる註もつけてはならないというものがある。ジュネーブ聖書につけられていた欄外注釈にジェームズ王が気に入らないものがあったという説もあるが、諸教派が共有できる聖書を目指したためにティンダル聖書以来トラブルの元になってきた欄外注釈を外すのは穏当な処置であった。そして、これは後世の聖書協会系聖書などにもその伝統が引き継がれることになった。また、国王の指示は「司教たちの聖書」を基にして改訳せよというものであったので、欽定訳は事実上「ティンダル聖書」と「ジュネーブ聖書」を基本としていると言われている。
欽定訳聖書はイギリス国内で最も権威ある聖書となり、近代初期の英語翻訳の中でもっとも使用された聖書となった。幾つかの伝統行事の中では今に至るまで用いられている。現代の聖書学はその翻訳にいろいろな問題点を指摘しているが、それでもティンダル聖書に強く頼っているその文体と言葉の使い方については広く賞賛された。この聖書の権威は2世紀半の期間、19世紀末まで続き、20世紀になっても使われ続けた。

## 現代の翻訳
欽定訳が権威を保っていた長い期間に、聖書学も進化を遂げてかなり精密な正文批判が行われるようになっていた。そこで、19世紀も終わる頃になって大幅な改訂作業がイギリスで行われ、1880年に新約聖書が、1884年に旧約聖書が発行されて改訂版聖書（Revised Version : RV）と呼ばれている。欽定訳の誤訳、蓋然性の低い解釈、難解な表現、翻訳内部の矛盾を大幅に修正し、ギリシア語文法の「アオリスト」を過去形で統一している。
このRVの作業はイギリスで行われ、アメリカの聖書学者も参加したが、その意見は多くは本文には採りいれられず、付録に記録されただけであった。そこで、こうした学者達がアメリカ標準版聖書（American Standard Version : ASV）を1901年に発行している。実質的にはRVのアメリカ版と評価されている。
その後、根本的な改訂を目論んだ改訂標準訳聖書（Revised Standard Version : RSV）がアメリカで編纂され、1946年に新約聖書が、1951年に新旧合わせた聖書がアメリカ教会協議会（National Council of Churches: NCC）によって発行された。評価も高く、RSVはアメリカのプロテスタント教会で公式に用いられる聖書となり、欽定訳聖書から切り替えられていったのである。このRSVは1989年に改訂され、新改訂標準訳聖書（New Revised Standard Version : NRSV）となったが、このNRSVの編集にはカトリックや正教会やユダヤ人学者が招かれており、世界的な共同訳の流れに乗った事業でもある。また改定標準訳聖書の改訂版としては標準英語訳聖書（English Standard Version：ESV）もCrossway Booksにより作られて、ホテルや未信徒へ向けて聖書を無料配布している国際ギデオン協会は2013年からNKJVに変えてESVを配布している。
RSVはイギリスでも読まれるようになったため、イギリスでも新しい翻訳を作る声が強くなり、1961年に新約聖書を、1970年に聖書全体が発行された。これは新英語聖書（New English Bible: NEB）といい、伝統的な欽定訳の古めかしい英語を離れて現代イギリス英語の用法を大胆に持ち込んだ翻訳である。「分りやすい」という評価の反面、意訳に偏りすぎて原意を損なっている箇所が多いという批判がある。その批判を受けて、翻訳方針が修正された上で改訂英語聖書（Revised English Bible: REBが1989年に発行された。このREBにもカトリックから公式のメンバーが出ており、共同訳に近いものとなっている。また、REBとNRSVからは女性差別表現について、原文から外れない範囲で男性向けの言葉を削除している（any man → any, man → humanなど）。
アメリカのRSVやNRSVはできるだけ直訳で訳すという方針のもとに作られているが、イギリスでのNEBのように出来るだけ多くの人間にできるだけ分りやすい聖書を届けようという考え方からは、また別の翻訳方針が生まれることになった。世界中に聖書を安価に配布することを目的としたアメリカ聖書協会が発行したグッドニューズバイブル（1966年に新約、1976年に旧約聖書、Today's English Version = TEVとも呼ぶ）がそれであり、分りやすい表現を最優先した翻訳であるが、原文が持っていた曖昧な文章も無理に分りやすくし、ときに解説的に過ぎる翻訳文になり、ときに重要な概念までも歪めているとも批判されている。神の子の「血」という表現を新約聖書からすべて消去したことなどが有名である。このGNB（TEV）は、聖書協会が世界中で進めている各国語への聖書翻訳事業でもお手本として参照され、強い影響力を与えた。日本語訳聖書で言えば（旧）共同訳聖書がそれに該当する。また、聖書協会はユダヤ人差別を取り除いたとするContemporary  English Bible: CEBも発行している（新約は1991年、新旧約合わせて1995年）。また、徹底的な意訳で行われたリビングバイブル（The Living Bible: TLB、1971年)も知られており、何度も改版されている。
新世界訳聖書（New World Translation of the Holy Scriptures: NWT）は（1950年－1961年全訳）にエホバの証人で構成された「新世界訳聖書翻訳委員会」によって翻訳され、「ものみの塔聖書冊子協会」によって出版された聖書である。エホバの証人側が字義訳であり最も正確な翻訳であるとする一方、エホバの証人に反対するキリスト教団体からは、エホバの証人の教理に合わせて翻訳されているという批判や、非英語圏においては、英語からの重訳聖書であり学問的な水準に疑問があるという指摘もある。
新アメリカ聖書（New American Bible: NAB）は1970年に新旧約併せ発行されたカトリックの聖書であり、 それまでカトリックが拘ってきたウルガタラテン語標準訳を離れてギリシア語とヘブライ語の原典から翻訳された。翻訳方針としては、REBやTEVとは異なり、原文に出来るだけ近く訳そうというものでRSVの方針に近い。RSV（あるいは改訂されたNRSV）、REBと並んで現代英語翻訳聖書を代表する訳だとも言われている。カトリックが本格的な英語訳聖書を持ったことで、英語圏においてもようやく共同訳事業の可能性が現れたとされており、前述のNRSVやREBのプロテスタント聖書翻訳へ参加者を送るようになった。
アメリカではRSV/NRSVとTEV/GNBを不満足なものとして、聖書無誤謬の立場から翻訳された新国際版聖書（New International Version: NIV）も現れている。これはファンダメンタリズムや福音主義の諸教会で用いられ、近年は福音主義の勢力増大と共に発行部数を伸ばしている。また、福音主義系教会の世界伝道に伴ってNIVを手本とする各国語翻訳も現れており、影響力を与えている。日本語訳聖書で言えば新改訳聖書がこれに該当すると言われることもあるが、もし影響があったとすれば1970年出版の新改訳聖書が、1978年出版のNIVに影響を与えたと考える方が妥当である。最新の英語訳としては、コモン英語訳聖書（Common English Bible: CEB）がある。
上記の英語翻訳聖書などをリストにしたものが以下である。（年代順）
| Abbreviation | Name                                                            | Date |                                                  |
| ------------ | --------------------------------------------------------------- | ---- | ------------------------------------------------ |
| DRB          | ドゥエ・ランス聖書 Douay-Rheims Bible                           | 1582 | カトリックによる翻訳、文語                       |
| AV/KJV       | 欽定訳/ジェームズ王版聖書 Authorized Version/King James Version | 1611 | 標準訳として長く用いられる                       |
| RV           | 改訂版聖書 Revised Version                                      | 1884 | 主としてイギリスでの改訳                         |
| ASV          | アメリカ標準版聖書 American Standard Version                    | 1901 | RVのアメリカ版                                   |
| NWT          | 新世界訳聖書 New World Translation                              | 1950 | エホバの証人による翻訳、1971年脚注改訂版         |
| RSV          | 改訂標準訳聖書 Revised Standard Version                         | 1952 | ASVの本格改版                                    |
| TJB          | エルサレム聖書 The Jerusalem Bible                              | 1966 | カトリック系、フランス語からの重訳               |
| NEB          | 新英語聖書 New English Bible                                    | 1970 | 英国プロテスタント諸教会が協力して訳したRVの改版 |
| NAB          | 新アメリカ聖書 New American Bible                               | 1970 | カトリックによる翻訳                             |
| NASB/NASV    | 新アメリカ標準訳聖書 New American Standard Bible/Version        | 1971 | ロックマン財団による逐語翻訳                     |
| TLB          | リビングバイブル The Living Bible                               | 1971 | 徹底した意訳                                     |
| NIV          | 新国際版聖書 New International Version                          | 1978 | ファンダメンタリズム・福音主義教会による翻訳     |
| NKJV         | 新欽定訳/新ジェームス王版聖書 New King James Version            | 1979 | 現代語を用いたKJVの改訂版                        |
| NJB          | 新エルサレム聖書 New Jerusalem Bible                            | 1985 | TJBの改訂版                                      |
| REB          | 改訂英語聖書 Revised English Bible                              | 1989 | NEBの改版、カトリックも参加                      |
| NRSV         | 新改訂標準訳聖書 New Revised Standard Version                   | 1989 | RSVの改版、カトリック・正教会が参加              |
| GNB/TEV      | グッドニューズバイブル Good News Bible/ Today's English Version | 1989 | 聖書協会訳、意訳を用いる                         |
| CEV          | Contemporary English Version                                    | 1991 | 子どもなどに配慮し、平易な英語訳                 |
| CEB          | Contemporary English Bible                                      | 1995 | ユダヤ教差別是正、意訳を用いる                   |
| OSB          | 正教会スタディバイブル Orthodox Study Bible                     | 1993 | 東方正教会注解付き聖書                           |
| NIVI         | New International Version Inclusive Language Edition            | 1996 | 新国際版の包括用語版                             |
| ESV          | 標準英語訳聖書 English Standard Version                         | 2001 | 改訂標準訳の改訂版                               |
| CEB          | コモン英語訳聖書 Common English Bible                           | 2011 | さらに平易な英語で                               |
| RNJB         | Revised New Jerusalem Bible                                     | 2019 | NJBの改訂版                                      |

## 人気度
米国でどのような聖書が使われているか、2014年にインディアナ大学・パーデュー大学インディアナ分校合同の宗教・アメリカ文化委員会が行った調査の結果が発表されている。
- ジェームズ王版聖書 - 55％
- 新国際版聖書 - 19％
- 新改訂標準訳聖書 - 7％
- 新アメリカ聖書 - 6％
- リビングバイブル - 5％
- その他 - 8％

英語訳聖書は英国英語と米国英語の版に分れており、上の統計にはカナダおよび英国英語地域のデータが入っておらず、英語世界全部の統計ではない。